# Motsentshe
Motsentshe is een dorp in het district Southern in Botswana. De plaats telt 400 inwoners (2011).